# Campeonato de División Intermedia 1924 de la AAmF (Argentina)
El Campeonato de División Intermedia 1924 fue el torneo que constituyó la decimocuarta edición de la División Intermedia y la vigésimo sexta temporada de la segunda división de Argentina en la era amateur. Fue organizado por la Asociación Amateurs de Football.
El certamen contó con cuatro nuevos participantes: Villa Acassuso, campeón de Segunda División; Almagro Central, ganador de la Zona Oeste de la misma división; Sud América, afiliado; General San Martín, afiliado de la División Intermedia de la AAF; y San Fernando, escisión del club de la AAF. Previo al inicio del inicio del torneo, Rivadavia desistió de participar manteniendo la afiliación y la categoría.
El torneo coronó campeón por primera vez a Excursionistas, tras vencer por 2 a 1 en la final a Talleres, y obtuvo el ascenso.
Por su parte, el torneo de la Asociación Argentina fue ganado por Chacarita Juniors.

## Ascensos y descensos
| Pos. | Ascendidos a Primera División 1924 |
| ---- | ---------------------------------- |
| 1.°  | Liberal Argentino                  |

| Pos. | Ascendidos de Segunda División 1923 |
| ---- | ----------------------------------- |
| 1.°  | Villa Acassuso                      |
| ZO   | Almagro Central                     |

| Afiliados          |
| ------------------ |
| Atl. San Fernando  |
| General San Martín |
| Sud America        |

| Descendidos de Primera División 1923 |
| ------------------------------------ |
| No hubo                              |

| Desafiliados |
| ------------ |
| Rañó         |
| Villa Crespo |

El número de equipos aumentó a 21.

## Sistema de disputa
Los participantes fueron divididos en dos secciones de diez y once equipos, donde se enfrentaron bajo el sistema de todos contra todos a dos ruedas.

### Ascenso
Los ganadores de cada sección se enfrentaron a partido único en campo de juego neutral. El ganador se consagró campeón y obtuvo el único ascenso.

### Descensos
Correspondía al último de cada sección, excluyendo a los equipos eliminados, el descenso a Segunda División. Sin embargo, la Asociación resolvió suprimir los descensos en virtud de los equipos desafiliados.

## Sección 1

### Tabla de posiciones
| Pos. | Equipo                 | Pts. | J  | G  | E | P  |
| ---- | ---------------------- | ---- | -- | -- | - | -- |
| 1.°  | Excursionistas         | 23   | 14 | 11 | 1 | 2  |
| 2.°  | Liniers                | 19   | 14 | 9  | 1 | 4  |
| 3.°  | Villa Acassuso         | 14   | 14 | 6  | 2 | 6  |
| 4.°  | Atl. San Fernando      | 13   | 14 | 6  | 1 | 7  |
| 5.°  | Nacional (VS)          | 13   | 14 | 4  | 5 | 5  |
| 6.°  | General San Martín     | 12   | 14 | 4  | 4 | 6  |
| 7.°  | Villa Ballester        | 11   | 14 | 5  | 1 | 8  |
| 8.°  | Sportivo del Norte (C) | 7    | 14 | 3  | 1 | 10 |
| —    | Alvear                 | —    | —  |    |   |    |
| —    | Boedo                  | —    | —  |    |   |    |

|  | Clasificado a la final. |
|  | Descenso anulado.       |

## Sección 2

### Tabla de posiciones
| Pos. | Equipo                 | Pts. | J  | G  | E | P  |
| ---- | ---------------------- | ---- | -- | -- | - | -- |
| 1.°  | Talleres               | 37   | 20 | 18 | 1 | 1  |
| 2.°  | San Telmo              | 35   | 20 | 17 | 1 | 2  |
| 3.°  | Honor y Patria (B)     | 23   | 20 | 9  | 5 | 6  |
| 4.°  | Gimnasia y Esgrima (L) | 22   | 20 | 9  | 4 | 7  |
| 5.°  | Sud America            | 20   | 20 | 8  | 4 | 8  |
| 6.°  | Sp. Alsina             | 19   | 20 | 8  | 3 | 9  |
| 7.°  | Wilde                  | 18   | 20 | 6  | 6 | 8  |
| 8.°  | Dep. Lomas             | 16   | 20 | 5  | 6 | 9  |
| 9.°  | Estudiantes de Bernal  | 16   | 20 | 8  | 2 | 10 |
| 10.° | Almagro Central        | 6    | 20 | 1  | 4 | 15 |
| 11.° | Charley                | 4    | 20 | 1  | 2 | 17 |

|  | Clasificado a la final. |
|  | Descenso anulado.       |

## Final
| 2 de noviembre de 1924 | Excursionistas | 2:1 | Talleres | Estadio El Gasómetro, Buenos Aires |  |

|                                    |
|                                    |
| Campeón Excursionistas 1.er título |

## Copa Campeonato
La Copa Campeonato de División Intermedia fue disputada por el ganador del Campeonato de División Intermedia y por el ganador del Torneo de Reservas de la Primera División.
|  | Excursionistas | vs. | Independiente (II) |  |  |

|                                    |
|                                    |
| Campeón Excursionistas 1.er título |